# 리처드 L. 스트룹
리처드 L. 스트룹(Richard L. Stroup)은 몬태나 주립대학교의 경제학 명예교수이자 노스캐롤라이나 주립대학교의 경제학 명예교수이다. 워싱턴대학교에서 박사 학위를 받았다. 1982년부터 1984년까지 미국 내무부에서 정책 분석국장으로 봉사했다. 지구 온난화, 토지 이용 규제, 고고학, 그리고 필요한 환경 정책 개선점들에 관해 발표하고 강연했다. 그의 연구는 자유 시장 환경론으로 알려져 있는 접근법을 개발하는 데 도움이 되었다. 그는 지금 제15판이 나온 선도적인 경제학 원론 교과서, ≪경제학: 사적 선택과 공공 선택≫의 공저자다. 그의 책 ≪에코ᐨ노믹스: 경제학과 환경에 관해 모든 사람이 알아야 하는 것(Eco-nomics: What Everyone Should Know About Economics and the Environment)≫(Washington: Cato Institute, 2003)은 그가 공동 창립자로 있는 재산과 환경 연구 센터의 후원을 받았다.